# Lijst van gemeentelijke monumenten in Waalre
De gemeente Waalre heeft 28 gemeentelijke monumenten. Hieronder een overzicht. 

## Aalst
De plaats Aalst kent 14 gemeentelijke monumenten:
| Object                                                      | Bouwjaar          | Architect       | Locatie                              | Coördinaten                   | Nr.        | Afbeelding                                          |
| ----------------------------------------------------------- | ----------------- | --------------- | ------------------------------------ | ----------------------------- | ---------- | --------------------------------------------------- |
| Langgevelboerderij De Riethoeve                             |                   |                 | Achtereindsestraat 1                 | 51° 22' 58" NB, 5° 29' 26" OL | 0866/WN001 | Upload foto                                         |
| Dubbele arbeiderswoning/café                                |                   |                 | Dorpsstraat 33                       | 51° 23' 47" NB, 5° 28' 24" OL | 0866/WN002 | Upload foto                                         |
| Langgevelboerderij                                          | 4e kwart 19e eeuw |                 | Ekenrooisestraat 57                  | 51° 23' 34" NB, 5° 29' 11" OL | 0866/WN003 | Upload foto                                         |
| Woonhuis - Pastorie                                         | circa 1870-1880   |                 | Eindhovenseweg 63                    | 51° 23' 47" NB, 5° 28' 36" OL | 0866/WN004 | Woonhuis - Pastorie                                 |
| Neogotische R.K. Onze Lieve Vrouw Presentatiekerk met toren | 1905              | Caspar Franssen | Eindhovenseweg 63a                   | 51° 23' 48" NB, 5° 28' 36" OL | 0866/WN005 | Meer afbeeldingen                                   |
| Villa                                                       | circa 1910        |                 | Eindhovenseweg 65 / Raadhuisstraat 1 | 51° 23' 49" NB, 5° 28' 37" OL | 0866/WN006 | Villa                                               |
| Woonhuis                                                    | Midden 19e eeuw   |                 | Eindhovenseweg 91a                   | 51° 24' 2" NB, 5° 28' 43" OL  | 0866/WN007 | Woonhuis                                            |
| Voormalig Raadhuis Aalst / Restaurant D'n Drossaard         | circa 1910        |                 | Gestelsestraat 2                     | 51° 23' 51" NB, 5° 28' 37" OL | 0866/WN008 | Voormalig Raadhuis Aalst / Restaurant D'n Drossaard |
| Woonhuis                                                    |                   |                 | Gestelsestraat 4                     | 51° 23' 52" NB, 5° 28' 37" OL | 0866/WN009 | Woonhuis                                            |
| Woonhuis                                                    |                   |                 | Gestelsestraat 6                     | 51° 23' 53" NB, 5° 28' 37" OL | 0866/WN010 | Woonhuis                                            |
| Woonhuis                                                    |                   |                 | Gestelsestraat 8                     | 51° 23' 53" NB, 5° 28' 37" OL | 0866/WN011 | Woonhuis                                            |
| Langgevelboerderij / restaurant Leemerhoef                  | 4e kwart 19e eeuw |                 | Gestelsestraat 102                   | 51° 24' 18" NB, 5° 28' 28" OL | 0866/WN012 | Langgevelboerderij / restaurant Leemerhoef          |
| Langgevelboerderij                                          | 4e kwart 19e eeuw |                 | Laarstraat 27                        | 51° 24' 9" NB, 5° 28' 25" OL  | 0866/WN013 | Langgevelboerderij                                  |
| Langgevelboerderij                                          |                   |                 | Pastoor van de Heijdenstraat 1       | 51° 23' 42" NB, 5° 29' 3" OL  | 0866/WN014 | Upload foto                                         |

## Waalre
De plaats Waalre kent 14 gemeentelijke monumenten:
| Object                                      | Bouwjaar                | Architect | Locatie             | Coördinaten                   | Nr.        | Afbeelding                                  |
| ------------------------------------------- | ----------------------- | --------- | ------------------- | ----------------------------- | ---------- | ------------------------------------------- |
| Woonhuis                                    |                         |           | Blokvenlaan 22      | 51° 23' 12" NB, 5° 27' 5" OL  | 0866/WN015 | Meer afbeeldingen                           |
| Langgevelboerderij                          | circa 1890              |           | Heuvelstraat 9      | 51° 23' 32" NB, 5° 26' 9" OL  | 0866/WN016 | Langgevelboerderij                          |
| Langgevelboerderij                          | circa 1890              |           | Heuvelstraat 13     | 51° 23' 32" NB, 5° 26' 6" OL  | 0866/WN017 | Langgevelboerderij                          |
| Langgevelboerderij                          | 4e kwart 19e eeuw       |           | Heuvelstraat 14     | 51° 23' 33" NB, 5° 26' 7" OL  | 0866/WN018 | Langgevelboerderij                          |
| Woonhuis met Koetshuis                      | 1721, 1e helft 19e eeuw |           | Markt 2             | 51° 23' 9" NB, 5° 26' 41" OL  | 0866/WN019 | Woonhuis met Koetshuis                      |
| Langgevelhuis                               |                         |           | Markt 20            | 51° 23' 12" NB, 5° 26' 34" OL | 0866/WN020 | Langgevelhuis                               |
| Woonhuis met winkel en bedrijfsruimte       | 1843                    |           | Molenstraat 9       | 51° 23' 7" NB, 5° 26' 33" OL  | 0866/WN021 | Woonhuis met winkel en bedrijfsruimte       |
| Woonhuis met winkel en bedrijfsruimte       |                         |           | Molenstraat 11      | 51° 23' 7" NB, 5° 26' 32" OL  | 0866/WN022 | Woonhuis met winkel en bedrijfsruimte       |
| Woonhuis met bedrijfsruimte                 | circa 1910              |           | Molenstraat 13      | 51° 23' 6" NB, 5° 26' 30" OL  | 0866/WN023 | Woonhuis met bedrijfsruimte                 |
| 21 graven bij de Oude Sint-Willibrorduskerk |                         |           | Oude Torenstraat 2  | 51° 23' 13" NB, 5° 26' 30" OL | 0866/WN024 | 21 graven bij de Oude Sint-Willibrorduskerk |
| Langgevelhuis/ restaurant De Oude Toren     |                         |           | Oude Torenstraat 6  | 51° 23' 15" NB, 5° 26' 30" OL | 0866/WN025 | Langgevelhuis/ restaurant De Oude Toren     |
| Langgevelboerderij                          | 2e helft 19e eeuw       |           | Timmereind 1        | 51° 22' 47" NB, 5° 26' 15" OL | 0866/WN026 | Langgevelboerderij                          |
| Woonhuis                                    | 4e kwart 19e eeuw       |           | Willibrorduslaan 19 | 51° 23' 13" NB, 5° 26' 49" OL | 0866/WN027 | Woonhuis                                    |
| Langgevelboerderij                          | circa 1880-1890         |           | Willibrorduslaan 23 | 51° 23' 13" NB, 5° 26' 50" OL | 0866/WN028 | Langgevelboerderij                          |

's-Hertogenbosch ·
Alphen-Chaam ·
Altena ·
Asten ·
Baarle-Nassau ·
Bergeijk ·
Bergen op Zoom ·
Bernheze ·
Best ·
Bladel ·
Boekel ·
Boxtel ·
Cranendonck ·
Deurne ·
Dongen ·
Drimmelen ·
Eersel ·
Eindhoven ·
Etten-Leur ·
Lijst van gemeentelijke monumenten in Geertruidenberg ·
Geldrop-Mierlo ·
Gemert-Bakel ·
Gilze en Rijen ·
Goirle ·
Halderberge ·
Heeze-Leende ·
Helmond ·
Heusden ·
Hilvarenbeek ·
Laarbeek ·
Land van Cuijk ·
Maashorst ·
Meierijstad ·
Moerdijk ·
Nuenen, Gerwen en Nederwetten ·
Oirschot ·
Oisterwijk ·
Oosterhout ·
Oss ·
Reusel-De Mierden ·
Roosendaal ·
Someren ·
Son en Breugel ·
Lijst van gemeentelijke monumenten in Steenbergen ·
Tilburg ·
Valkenswaard ·
Vught ·
Waalre ·
Waalwijk ·
Woensdrecht ·
Zundert